# أنطوني كورا
أنطوني كورا (بالفرنسية: Anthony Koura)‏ (6 مايو 1993 بلو مان في فرنسا - ) هو لاعب كرة قدم فرنسي في مركز الهجوم. شارك مع منتخب فرنسا تحت 16 سنة لكرة القدم ومنتخب فرنسا تحت 17 سنة لكرة القدم ومنتخب فرنسا تحت 18 سنة لكرة القدم ومنتخب فرنسا تحت 19 سنة لكرة القدم. أما مع النوادي، فقد لعب مع نادي لوزيناك ونادي لومان ونيم أولمبيك.

## روابط خارجية
- أنطوني كورا على موقع رابطة كرة القدم الفرنسية للمحترفين (الإنجليزية)
- أنطوني كورا على موقع إي إس بي إن إف سي (الإنجليزية)
- أنطوني كورا على موقع قاعدة بيانات كرة القدم.إي يو (الإنجليزية)
- أنطوني كورا على موقع ليكيب (الفرنسية)
- أنطوني كورا على موقع Soccerway.com (الإنجليزية)
- أنطوني كورا على موقع AS.com (الإسبانية)